# Pristimantis peruvianus
Pristimantis peruvianus es una especie de anfibio anuro de la familia Craugastoridae.

## Distribución
Esta especie habita entre los 200 y 1 750 m sobre el nivel del mar en la cuenca superior del Amazonas:
- en el sureste de Colombia;
- en el este de Ecuador;
- en el este de Perú;
- en Brasil en Acre y en el oeste de Amazonas.[4]

Su presencia es incierta en Bolivia.

## Etimología
Su nombre de especie fue dado en referencia al lugar de su descubrimiento, Perú.

## Publicación original
- Melin, 1941 : Contributions to the knowledge of the Amphibia of South America. Göteborgs Kungliga Vetenskaps och Vitter-Hets Samhalles Handlingar, vol. 88, p. 1–71[5]